# Royal Military Police
La Royal Military Police (RMP) è la polizia militare dell'esercito britannico, il British Army. Colloquialmente, i membri dell'RMP sono anche chiamati RedCaps, a causa dei loro berretti rossi. L'RMP è stata utilizzata in numerosi conflitti nel XX secolo ed è attualmente in uso anche in Afghanistan. Altre forze armate britanniche hanno le proprie unità di polizia militare.

## Storia
La storia dell'RMP inizia con Guglielmo di Cassingham nominato Sergente della Pace da Enrico III il 28 maggio 1241. Il titolo è stato infine cambiato in Provost Marshal, che rimane il titolo di capo della polizia militare. Ha ottenuto alcuni soldati per assisterlo, e questo è diventato un accordo basato sulla tradizione fino alle guerre napoleoniche. Il duca di Wellington ha quindi formalizzato il sistema, ma era ancora una disposizione flessibile e irregolare.
Fu solo nel 1877 che fu istituita una regolare Military Mounted Police (MMP). Nel 1885 seguì la Military Foot Police. Formalmente erano due unità diverse, ma in pratica funzionavano come una sola. Nel 1926, si fusero e la nuova organizzazione fu ribattezzata Corps of Military Police (CMP). Il 28 novembre 1946, il nome fu cambiato in Corps of Royal Military Police, in omaggio ai loro sforzi nella seconda guerra mondiale.
Il 6 aprile 1992, il corpo perse il suo status di indipendenza e fu subordinato all'Adjutant General's Corps. Tuttavia, poteva mantenere il nome di Royal Military Police, il vecchio badge dell'unità e altri segni speciali come i cappelli rossi.

## Struttura
L'RMP è guidata dal Provost Marshal, che è un brigadiere di grado. Ogni sottounità ha quindi un vice o aggiunto del Provost Marshal. L'RMP è diviso in unità chiamate Provost Companies, che a loro volta sono divise in truppe. A volte, queste sono state raggruppate in reggimenti. Le truppe sono guidate da sergenti di stato maggiore. A tutti i sottufficiali dell'RMP, non appena hanno completato la loro formazione, viene assegnato il grado di vice caporale facente funzioni, in modo che non siano mai in fondo alla gerarchia militare. In precedenza, gli ufficiali erano assegnati ad altre unità dell'esercito, ma ora possono essere arruolati direttamente nell'RMP.
I membri dell'RMP non giurano sulla polizia e non hanno autorità di polizia al di fuori dell'area militare.
L'organizzazione è divisa in tre rami. La maggior parte dei membri appartiene al General Police Duties (GPD), che si occupa dei compiti di guardia e sicurezza in divisa. Lo Special Investigation Branch (SIB) è un'unità investigativa, mentre Close Protection (CP) svolge il servizio di guardia del corpo per alti ufficiali e altri in aree vulnerabili.
La sede centrale e il centro di formazione si trovano presso la Roussillon Barracks a Chichester.

## Organizzazione
La Royal Military Police è organizzata come segue:

### Regno Unito
- 3 Regiment RMP
- 150 Provost Company
- 158 Provost Company
- 173 Provost Company
- 174 Provost Company
- 4 Regiment RMP
- 160 Provost Company
- 116 Provost Company (Volunteers)
- 253 Provost Company (Volunteers)
- 5 Regiment RMP
- 101 Provost Company
- 114 Provost Company
- 243 Provost Company (Volunteers)
- 252 Provost Company (Volunteers)
- 156 Provost Company
- Special Investigations Branch (UK)

### Germania
- 2 Regiment (1981–1994)
- 246 Provost Company (Distacco: Helmstedt)
- 247 Provost Company (Posizione: Berlino)
- 248 German Security Unit (Posizione: Berlino)
- 1 Regiment RMP
  - 110 Provost Company
  - 111 Provost Company
- Special Investigations Branch (G)

### Belize
- Belize Police Unit

### Brunei
- Brunei Police Unit

### Canada
- British Army Training Unit Suffield (BATUS)

### Cipro
- Cyprus Joint Police Unit (CJPU)

### Gibilterra
- Joint Provost & Security Unit (JP & SU)